# Székrekedés
A székrekedés (latinul: obstipatio vagy constipatio) a széklet gyakoriságának vagy mennyiségének tartós csökkenése, vagy erőltetett, nehéz székletürítés. A széklet sokszor kemény göbös és száraz, gyakorta fájdalmas székelés, hasi fájdalom és puffadás társul az alaptünetekhez. A székrekedés gyakori emésztőszervi tünet, melynek hátterében számos kiváltó ok állhat. Felmérések szerint gyakorisága az átlagnépességben kb. 20 százalékra tehető (2-30% közötti az irodalomban), ennél azonban gyakoribb idősekben.

## Definíció, kritériumok
A székelés normális gyakorisága és a széklet konzisztenciája sok mindentől függ és nagy fokban különbözhet az egyes egyének esetében. A székrekedés alatt általában a szokásosnál ritkább székelést értik, melyet száraz, kemény széklet jellemez, ami székelési nehézséggel, vagy nem teljes kiürülés érzésével járhat együtt. A hivatalos meghatározását a 2006-os  ún. Római III. kritériumok adják meg.

## A székrekedés tünetei
A székletürítési gyakoriság megszokott alá süllyedése.
Székelési nehézségek, erőlködés.
Kismennyiségű, száraz, kemény széklet (darabos, golyószerű).
Puffadás (a bélgázok túltermelődése) és gyakori bélgázürítés.
Folyás/álhasmenés (mely esetben a bélüreget elzáró kemény székletdarabok miatt csak a folyékony formában lévő béltartalom tud kiürülni).

## A székrekedés okai

### Elsődleges okok
1. A helytelen táplálkozás következtében alacsony a bevitt ételek rosttartalma.
2. Kevés a napi folyadékfogyasztás.
3. Mozgásszegény életmód, esetenként teljes mozgáshiány

### Másodlagos okok
A másodlagos székrekedésnél a bél perisztaltikus mozgása lelassul, ennek következtében akadozik a széklet továbbjutása.

## Érintett korosztályok
Gyakorlatilag minden korosztály ki van téve a megbetegedés esélyének.
Gyerekek: Olyankor fordul elő, ha helytelen a táplálkozás, rostszegény az étrend, kevés a mozgás, de sok a stressz. A nyugtalan, kapkodó életmód mellett nehéz helyet biztosítani a nyugodt székletürítésnek – lehetőleg a nap ugyanazon részében.
Felnőttek: A fokozott stressz, a mozgásszegény életmód, a helytelen és rendszertelen táplálkozás, a rostszegény étrend és a szükségesnél kevesebb folyadékbevitel egyaránt felelős lehet a kialakulásáért.
Kismamák: A hormonváltozások következtében lelassul a bélmozgás, az egyre növő magzat ránehezedik a édesanya bélrendszerére, ami jelentősen akadályozhatja a székletürítést.
Idősek: A lelassult anyagcsere következtében a székrekedés kétszer olyan gyakran fordul elő idős korban, mint a fiatalabbak körében. A felnőttekre jellemző okokon túl öregkorban szintén komoly rizikófaktor lehet az ágyhoz kötöttség, a már fennálló sokféle krónikus betegség, a gyógyszerek mellékhatásai, a lelassult bélműködés, a kitágult vastagbél, a kiszáradás nagyobb veszélye stb.

## Egyéb hajlamosító megbetegedések
Ha a széklet bármi miatt nem tud kiürülni a megfelelő tempóban, akkor megreked a vastagbélben. Minél tovább pang egy helyben, annál több vizet veszít, aminek következtében fokozatosan beszárad.
A megrekedés okai is sokfélék lehetnek. Például:
- a bél izomzatát érintő betegségek
- különböző hormonális (endokrin) megbetegedések
- idegrendszeri problémák
- a bélmozgás reflexes szabályozásának zavarai
- a végbél és a medenceizomzat összehangolt működésének károsodása, ami akár a hibás gyermekkori beidegződések következménye is lehet
- a bélrendszer vérellátási nehézségei
- a hasizmok meggyengülése

### A széklet távozásának zavarai a következő problémák miatt
a székelési inger gyakori elnyomása (idegen környezet, alkalmatlan időpont, a biztonságérzet hiánya stb.)
rohanó, szorongó, stresszes és rendszertelen életmód
rendszertelen étkezési és alvásritmus

## A székrekedés következményei akár súlyosak is lehetnek
- aranyér
- végbélberepedés
- végbélsipoly
- vastagbélgyulladás és -fekély
- bélelzáródás
- sérv
- polip
- tumoros megbetegedések

## Kezelés, megelőzés
Mindenképpen fel kell tárni az okokat, meg kell keresni az alapbetegséget, és mindeközben mérsékelni kell a székrekedés tüneteit.
Fokozzuk a bevitt folyadékmennyiséget!
A napi folyadékszükséglet: csecsemők számára megközelítőleg 110 ml/ttkg, 10 év alatti gyermekeknek 40 ml/ttkg, felnőtteknek pedig 22-38 ml/ttkg.
Fokozzuk a rostbevitelt! Lehetőség szerint olyan ételt-italt fogyasszunk, amikben egyaránt találhatók vízben oldódó és vízben nem oldódó rostok is.
A napi táplálékmennyiséget osszuk öt felé.
Naponta mozogjunk! Válasszuk ki a korunknak megfelelő rendszeres, intenzív mozgásformát (pl. futás, kerékpározás, úszás, túrázás, könnyű kirándulás, séta stb.)
A napnak lehetőleg ugyanazon órájában napirendszerűen biztosítsunk magunknak nyugodt lehetőséget a székletürítésre.
Nem probléma, ha ez kezdetben nem esik egybe a spontán jelentkező székelési ingerrel, önmagunk átszoktatása ugyanis az esetek többségében gond nélkül megtörténik néhány nap (vagy hét) alatt.

## Külső linkek
- WEBBeteg: Mi okozhat székrekedést? A táplálkozástól a bélbetegségekig
- A székrekedésről  - Mit tehetünk? Archiválva 2018. február 25-i dátummal a Wayback Machine-ben
- KamaszPanasz: A székrekedés okai és kezelése
- https://web.archive.org/web/20160901010202/http://www.egeszsegkalauz.hu/adattarak/betegseg-es-tunet/szekrekedes
- Medtaki: Székrekedés okai és kezelése Archiválva 2017. július 21-i dátummal a Wayback Machine-ben